# British Hockey League
La British Hockey League fu una lega britannica di hockey su ghiaccio, la più importante fra il 1982 ed il 1996, quando fu rimpiazzata dalla Ice Hockey Superleague e dalla British National League.
La lega aveva a sua volta preso il posto di tre campionati regionali: l'Inter-City League del sud dell'Inghilterra, la English League North dell'Inghilterra settentrionale e la Northern League scozzese.
Cambiò format diverse volte. La Premier Division fu creata nel 1983, ed una Division One, che stava sotto a questa, nel 1986, divisa in gironi Nord e Sud fra il 1987 ed il 1994. Nel 1987 nacque anche un terzo livello, la Division Two, rinominata English Division One l'anno seguente e divisa dalla lega nel 1993.

## Premier Division

### Squadre
- Ayr Raiders (prima Ayr Bruins) (82 - 92)
- Basingstoke Bison (prima Basingstoke Beavers) (93 - 96)
- Billingham Bombers (prima Cleveland Bombers) (82 - 87; 90 - 93)
- Bracknell Bees (91 - 95)
- Cardiff Devils (89 - 96)
- Dundee Rockets (poi Dundee Tigers, quindi Tayside Tigers) (82 - 89)
- Durham Wasps (82 - 96)
- Fife Flyers (82 - 91; 92 - 96)
- Humberside Hawks (prima Humberside Seahawks) (91 - 96)
- Milton Keynes Kings (94 - 96)
- Murrayfield Racers (poi Edinburgh Racers) (82 - 95)
- Newcastle Warriors (95 - 96)
- Nottingham Panthers (82 - 96)
- Peterborough Pirates (prima Norwich and Peterborough Pirates) (85 - 86; 87 - 95)
- Sheffield Steelers (93 - 96)
- Slough Jets (95 - 96)
- Solihull Barons (86 - 91)
- Southampton Vikings (84 - 85)
- Streatham Redskins (prima Streatham Reds) (82 - 89)
- Teesside Bombers (93 - 94)
- Whitley Warriors (82 - 95)

### Vincitori
83/84 Dundee Rockets
84/85 Durham Wasps
85/86 Durham Wasps
86/87 Murrayfield Racers
87/88 Murrayfield Racers
88/89 Durham Wasps
89/90 Cardiff Devils
90/91 Durham Wasps
91/92 Durham Wasps
92/93 Cardiff Devils
93/94 Cardiff Devils
94/95 Sheffield Steelers
95/96 Sheffield Steelers

## Division One

### Squadre
- Aviemore Blackhawks (87 - 88)
- Ayr Raiders (92 - 93)
- Basingstoke Beavers (90 - 93)
- Billingham Bombers (prima Cleveland Bombers, quindi Teesside Bombers) (87 - 90; 94 - 96)
- Blackburn Hawks (prima Blackburn Blackhawks) (93 - 96)
- Blackpool Seagulls (86 - 88)
- Bournemouth Stags (86 - 87)
- Bracknell Bees (90 - 91; 95 - 96)
- Cardiff Devils (87 - 89)
- Chelmsford Chieftans (93 - 96)
- Deeside Dragons (87 - 89)
- Dumfries Vikings (poi Dumfries Border Vikings) (93 - 96)
- Fife Flyers (91 - 92)
- Glasgow Saints (prima Glasgow Eagles) (86 - 89; 90 - 91)
- Guildford Flames (93 - 96)
- Humberside Seahawks (89 - 91)
- Kirkcaldy Kestrels (86 - 87)
- Lee Valley Lions (86 - 95)
- Manchester Storm (95 - 96)
- Medway Bears (86 - 91; 92 - 96)
- Milton Keynes Kings (91 - 94)
- Murrayfield Royals (95 - 96)
- Oxford City Stars (86 - 87; 93 - 94)
- Paisley Pirates (93 - 96)
- Peterborough Pirates (95 - 96)
- Richmond Flyers (86 - 89)
- Romford Raiders (88 - 89; 90 - 95)
- Sheffield Steelers (92 - 93)
- Slough Jets (86 - 95)
- Solihull Barons (93 - 96)
- Southampton Vikings (86 - 88)
- Streatham Redskins (89 - 90; 93 - 94)
- Sunderland Chiefs ( - 89)
- Swindon Wildcats ( - 96)
- Telford Tigers ( - 96)
- Trafford Metros ( - 92; 93 - 95)

### Vincitori
86/87 Peterborough Pirates
87/88 North - Cleveland Bombers
87/88 South - Telford Tigers
88/89 Cardiff Devils
89/90 Slough Jets
90/91 Humberside Seahawks
91/92 Slough Jets
92/93 Basingstoke Beavers
93/94 North - Milton Keynes Kings
93/94 South - Slough Jets
94/95 Slough Jets
95/96 Manchester Storm

## English Division One

### Campioni
87/88 Romford Raiders (Division Two)
88/89 Humberside Seahawks
89/90 Bracknell Bees
90/91 Milton Keynes Kings
91/92 Medway Bears